# Johanna Bohlin
Yoie Bohlin född 26 september 1990, är en svensk friidrottare och boxare.

## Friidrott
Bohlin sprang Stockholm Marathon 2008 på tiden 2:59:00 i sitt livs första maratonlopp vilket gav en niondeplats i SM-tävlingen.
Senare på året kom Bohlin på en tredjeplats i Midnattsloppet i Stockholm med tiden 35:23 över tio kilometer. Hon slogs av landslagstjejerna Lisa Blommé och Anna Rahm, vilket gav henne en plats i det svenska finnkampslandslaget. Hon fick springa 5 000 meter den första gången hon löpte på bana, och kom sist med tiden 16.54,90.
Bohlin har tidigare tävlat för IK Norrköping Friidrott, men representerar numer Hässelby SK. Hon har Peter Holgersson som tränare.

### Personliga rekord
Utomhus 
- 5 000 meter – 16:54,90 (Helsingfors, Finland 30 augusti 2008)[5]
- 10 000 meter – 35:08,75 (Stockholm 24 augusti 2012)[5]
- 10 km landsväg – 35:23 (Stockholm 16 augusti 2008)[5]
- Halvmaraton – 1:18:42 (Stockholm 12 september 2009)[5]
- 30 km landsväg – 2:03:22 (Lidingö 26 september 2009)[5]
- Maraton – 2:52:50 (Stockholm 31 maj 2009)[5]

## Boxning
Bohlin boxas för Åtvidabergs BK och har gått fyra amatörmatcher i 48-kilosklassen. Hon har vunnit två matcher och blev bronsmedaljör vid JSM 2008 efter förlust mot Natalie Lungo, Angered BC och var silvermedaljör vid diplom-SM 2005 i FA50kg klassen efter förlust mod Johanna Lindström, BK Falken.

## Fotboll
Bohlin är även fotbollsspelare i division 4-klubben Åtvidabergs FF. Hon har dessutom spelat i Östergötlands flick-distriktslag. 

### Digitala källor
- Grip, Michael (19 juni 2008). ”Johanna går på knock”. www.marathon.se. Arkiverad från originalet den 25 augusti 2010. https://web.archive.org/web/20100825060018/http://www.marathon.se/news/article.cfm?NewsId=687402.
- ”Starka svenska långdistanslag i Finnkampen”. www.marathon.se. 27 augusti 2008. Arkiverad från originalet den 18 september 2008. https://web.archive.org/web/20080918032030/http://www.marathon.se/news/article.cfm?newsid=776615.
- ”Fredagens resultat Junior-SM i Stockholm”. www.swebox.se. Svenska boxningsförbundet. Arkiverad från originalet den 18 augusti 2010. https://web.archive.org/web/20100818132341/http://www.swebox.se/t2.aspx?p=700008&x=1&a=1121324.
- ”Resultat diplomSM 26-27 feb 2005”. www.boxvideo.se. februari 2005. Arkiverad från originalet den 3 februari 2008. https://archive.is/20080203110912/http://www.boxvideo.se/diplomsm/diplomsm05/diplomsm05.htm.
- ÖSTERGÖTLANDSFOTBOLLFÖRBUND ”Årsberättelse 2005” (pdf). Östergötlands Fotbollförbund. 2006. sid. 18. Arkiverad från originalet den 9 maj 2006. https://web.archive.org/web/20060509003259/http://www.svenskfotboll.se/ostergotland/files/%7BF15C5B82-35F3-4474-A0FF-4A8156C0B5D9%7D.pdf ÖSTERGÖTLANDSFOTBOLLFÖRBUND.
- ”Damerna bjöd till fest i Åtvid”. Corren. 4 augusti 2005. Arkiverad från originalet den 30 april 2019. https://web.archive.org/web/20190403013343/https://www.corren.se/sport/fotboll/damerna-bjod-till-fest-i-atvid-4359779.aspx.